# Allan Brewer Carías
Allan Randolph Brewer Carías és un advocat veneçolà i professor universitari (a Cambridge, Paris, Colúmbia, El Rosario i Externado).
Des del 1963 va ser professor a la universitat, on entre el 1978 i el 1998 es va exercir com a cap de la càtedra de dret administratiu, cap del departament de dret públic i director de l'institut de dret públic. També ha sigut professor visitant i professor de postgrau a la Universitat de Cambridge, professor de postgrau a les universitats de Paris II i Paris X, a la de Rosario i de l'Externado, a Colòmbia, i tant professor visitant com professor adjunt de dret a la Columbia Law School de Nova York.
A Veneçuela va ser consultor jurídic adjunt del Ministeri de Justícia, consultor jurídic del Consell Suprem Electoral i president de la comissió d'administració pública de la presidència, a més de senador pel Districte Federal entre el 1982 i el 1986, Ministre d'Estat per a la Descentralització entre el 1993 i 1994 i membre de l'Assemblea Nacional Constituent de 1999.